# Autoridade do sapateiro
Autoridade do sapateiro, às vezes chamada de autoridade epistêmica, é um conceito na filosofia anarquista que descreve um tipo de autoridade temporária e totalmente voluntária que um indivíduo permite que outro tenha sobre ele para obter conhecimento ou experiência. O termo vem do manuscrito não publicado de Mikhail Bakunin, Deus e o Estado, no qual Bakunin usa o exemplo de um substituto para um sapateiro que aceita a autoridade do sapateiro para melhorar suas habilidades.

## Origem do termo
A frase originou-se em Deus e o Estado de Bakunin, quando ele disse:
| “ | Deduz-se daí que rejeito toda autoridade? Longe de mim tal pensamento. No que diz respeito aos sapatos, refiro-me à autoridade do sapateiro; em relação a casas, canais ou ferrovias, consulto o arquiteto ou o engenheiro. Para tal ou tal conhecimento especial, recorro a tal ou tal sábio. Mas não permito que nem o sapateiro, nem o arquiteto, nem o sábio me imponham a sua autoridade. Os ouço livremente e com todo o respeito que a sua inteligência, o seu caráter e o seu conhecimento merecem, reservando sempre o meu incontestável direito à crítica e à censura. | ” |

Escritores anarquistas, incluindo Bakunin, enfatizaram a importância de visitar vários "sapateiros" para não serem excessivamente influenciados por uma única pessoa, é importante ser cético em relação a qualquer indivíduo que afirma ter experiência em sociologia ou política que lhes permita governar a sociedade, e ciente das propriedades corruptivas do poder.
Bakunin afirma que enquanto a autoridade coercitiva é uma espécie de "autoridade artificial" imposta por instituições como o Estado, a autoridade do sapateiro é uma "autoridade natural" (na mesma categoria das leis da física) desejada pelo indivíduo. A autoridade do sapateiro é, portanto, temporária, sem consequências externas (punição ou estigma social, por exemplo) por ignorá-la.

## Crítica
Embora os escritos de Bakunin sugiram que ele vê uma linha distinta entre a autoridade coagida e a autoridade do sapateiro, isto é alvo de críticas. Outros argumentam que estas linhas são confusas e Nathan Fretwell dá um exemplo da autoridade de um líder religioso.

## Em medicina
Durante a pandemia de COVID-19, a autoridade do sapateiro foi usada para discutir orientações médicas e contrastada com a legislação de segurança aplicada. Em muitos países afetados, as medidas preventivas da COVID-19, como o uso de máscaras e permanecer em casa quando estiver doente, foram incentivadas por especialistas médicos e também aplicadas por lei.